# کاترپیلار (ترانه)
«کاترپیلار» تک‌آهنگی از هنرمند اهل ایالات متحده آمریکا رویس دا۹'۵ به همراهی امینم است. این ترانه از هفتمین آلبوم رویس دا۹'۵ با نام کتاب ریان است.